# Dirades infans
Dirades infans är en fjärilsart som beskrevs av W. Warren 1900. Dirades infans ingår i släktet Dirades och familjen Uraniidae. Inga underarter finns listade i Catalogue of Life.